# Wassili Ponomarjow
Wassili Sergejewitsch Ponomarjow (auch Vasilij Ponomarev, amtlich Wasiliy Ponomarew; russisch  Василий Сергійович Пономарев; * 1907; † 1978 in Marburg) war ein russischer Archäologe.

## Leben
Wassili Ponomarjow studierte 1928/29 an der Universität Leningrad Archäologie. Danach wurde er Leiter des Museums in der Sophienkathedrale in Nowgorod. Er nahm auch an Ausgrabungen in der Stadt teil. 1933 wurde Ponomarjow wegen angeblicher Unterstützung einer christlichen Jugendbewegung zu fünf Jahren Lagerhaft auf der Halbinsel Komi verurteilt. Danach arbeitete er wieder im Museum in Nowgorod.
Im August 1941 wurde Wassili Ponomarjow wenige Tage nach der deutschen Eroberung zum ersten Bürgermeister von Nowgorod während der Besatzungszeit bestimmt. In den folgenden Wochen bemühte er sich intensiv, die wertvollen Kunstschätze der Stadt vor Raub und Zerstörung zu bewahren. Nach zwei Monaten wurde er als Bürgermeister abgelöst. Danach widmete er sich der Restaurierung der beschädigten Sophienkathedrale und der Katalogisierung der Kunstschätze.
Vor dem Abzug der deutschen Truppen 1944 setzte Ponomarjow sich dafür ein, besonders wertvolle Kunstwerke zu evakuieren und somit vor der Zerstörung durch Kriegshandlungen während der Rückeroberung der Stadt zu bewahren. Er begleitete sie auf ihrem Transport über Riga, Königsberg bis nach Deutschland und konnte dann den amerikanischen Besatzungsbehörden die Nachweise erbringen, woher die Kunstwerke stammten. Dank des Engagements von Wassili Ponomarjow konnten viele von ihnen in der Folgezeit nach Nowgorod zurückgebracht werden.
Wassili Ponomarjow blieb in der Bundesrepublik Deutschland, da er befürchtete, in der Sowjetunion als Kollaborateur verurteilt zu werden. Seine Familie informierte er nicht, um sie vor Repressalien zu schützen. Erst 1955 wurde seine Existenz der sowjetischen Öffentlichkeit durch eine Begegnung mit dem ehemaligen Archäologenkollegen Artemi Arzichowski auf einem Kongress in Rom bekannt. Dieser verweigerte ihm allerdings den Handschlag.
Wassili Ponomarjow lebte dann in Marburg, wo er an der Universität Archäologie und Geschichte unterrichtete. Dort starb er 1978 verarmt und ohne Angehörige. Sein Nachlass befindet sich im Archiv der Universitätsbibliothek. Seine sterblichen Überreste wurden nach Ablauf der 30-jährigen Liegezeit nach Nowgorod umgebettet und neu bestattet.
Die Beurteilung des Verhaltens Ponomarjows während der deutschen Besetzung Nowgorods hat sich in den letzten Jahren durch historische Recherchen gewandelt. Er gilt jetzt nicht mehr nur als der Kollaborateur, sondern vor allem als Retter vieler wertvoller historischer Kunstschätze, die ohne sein Handeln möglicherweise nicht mehr existieren würden.